# Bazel Doran
Bazel Doran (né le 24 juillet 1916 à South Porcupine, dans la province de l'Ontario, au Canada) est un joueur professionnel canadien de hockey sur glace qui évoluait au poste de ailier gauche.

## Biographie
Doran joue avec les Stars de Syracuse au cours de la saison 1936-1937, la première de la Ligue américaine de hockey qui porte alors le nom de International-American Hockey League. Les Stars finissent à la première place de la division de l'Ouest puis remportent la finale de la Coupe Calder. Avec 39 points lors de la saison régulière, il est le neuvième pointeur de la ligue.
Lors de la saison 1938-1939, il comptabilise 152 minutes de pénalités, le plus haut total de toute la ligue.

## Statistiques
| Saison    | Équipe                    | Ligue |    | Saison régulière | Saison régulière | Saison régulière | Saison régulière | Saison régulière |   | Séries éliminatoires | Séries éliminatoires | Séries éliminatoires | Séries éliminatoires | Séries éliminatoires |
| Saison    | Équipe                    | Ligue | PJ | B                | A                | Pts              | Pun              | PJ               | B | A                    | Pts                  | Pun                  |                      |                      |
| 1936-1937 | Stars de Syracuse         | IAHL  | 48 | 24               | 15               | 39               | 42               |                  |   |                      |                      |                      |                      |                      |
| 1937-1938 | Stars de Syracuse         | IAHL  | 47 | 11               | 11               | 22               | 65               |                  |   |                      |                      |                      |                      |                      |
| 1938-1939 | Stars de Syracuse         | IAHL  | 54 | 11               | 15               | 26               | 152              | 3                | 0 | 1                    | 1                    | 6                    |                      |                      |
| 1939-1940 | Indians de Springfield    | IAHL  | 23 | 5                | 6                | 11               | 24               |                  |   |                      |                      |                      |                      |                      |
| 1939-1940 | Greyhounds de Kansas City | AHA   | 24 | 6                | 5                | 11               | 28               |                  |   |                      |                      |                      |                      |                      |
| 1944-1945 | Flyers de Saint-Louis     | LAH   | 14 | 5                | 4                | 9                | 9                |                  |   |                      |                      |                      |                      |                      |
| 1945-1946 | Flyers de Saint-Louis     | LAH   | 12 | 0                | 1                | 1                | 12               |                  |   |                      |                      |                      |                      |                      |